# Iddalodu, Sidlaghatta
Iddalodu là một làng thuộc tehsil Sidlaghatta, huyện Chikkaballapur, bang Karnataka, Ấn Độ.